# Sony Ericsson Xperia X2
Sony Ericsson Xperia X2, anunciado en septiembre de 2009 es un teléfono inteligente de la serie Xperia de la multinacional japonesa Sony Ericsson. Es el sucesor del modelo X1. Tiene una pantalla táctil de 3.2 pulgadas, teclado deslizante, cámara de 8.1 megapíxeles, Wi-Fi, GPS y 3G. Funciona con Windows Mobile 6.5 y la pantalla principal puede ser personalizada como Windows 6.5 o Xperia.
El Xperia X2 es el último teléfono inteligente de Sony Ericsson en usar el sistema operativo Windows Mobile, al haber optado en su sucesor (Xperia X10) el sistema operativo Android.
En abril de 2010, Sony Ericsson lanzó su primera actualización (MR1), que permitía transformar Windows Mobile de su versión 6.5.1 a la versión 6.5.2. Está actualización mejoró la estabilidad y usabilidad del dispositivo. También integró el uso de videollamada, radio FM, un GPS más rápido y muchas de las aplicaciones disponibles.
La segunda actualización (MR2) vio la luz en mayo de ese mismo año, y permitía la versión 6.5.3. Supuso un cambio significante en términos de utilidad. A pesar de que MR2 era indudablemente un movimiento hacia la dirección correcta, la mayoría de los usuarios quedaron descontentos con el cambio al haber aumentado la inestabilidad del dispositivo y al haberse quedado sin un sistema de acceso remoto por bluetooth de la tarjeta SIM (rSAP), lo que impedía a los usuarios conectar su teléfono inteligente a vehículos con sistemas modernos de conexión como Mercedes, BMW, Audi, Skoda... una de sus principales ventajas para muchos de los usuarios.
Después de MR2, Sony Ericsson dejó de desarrollar nuevas actualizaciones para el teléfono.